# George Sitts
George Sitts (ur. ok. 1914 roku, zm. 8 kwietnia 1947 w Sioux Falls) – Amerykanin, stracony w stanie Dakota Południowa za popełnienie morderstwa; w chwili wykonania wyroku miał 33 lata, lecz dokładna data jego urodzin nie jest znana.
Sitts został skazany na dożywotnie więzienie za zabójstwo Erika Johannsona, dokonane w czasie napadu rabunkowego w Minneapolis. Udało mu się jednak zbiec z więzienia w Minnesocie i ukryć się w sąsiedniej Dakocie Południowej.
24 stycznia 1946 zabił podczas próby aresztowania agenta policji kryminalnej Thomasa Matthewsa, oraz szeryfa Butte County Dave'a Malcolma, którzy ścigali go na podstawie priorytetowego listu gończego wydanego w Minnesocie.
Po dokonaniu tego czynu Sitts zbiegł do Wyoming, gdzie aresztowano go 5 lutego 1946 i przewieziono do Dakoty Południowej (początkowo przetrzymywano go trzy tygodnie w Minneapolis). Tam w marcu został skazany na karę śmierci za zabicie Matthewsa (sąd postanowił nie sądzić go dodatkowo za zabójstwo Malcolma).
Od roku 1915 kara śmierci w Dakocie Południowej była zniesiona, ale przywrócono ją w 1939, zastępując jednocześnie dotąd praktykowane powieszenie krzesłem elektrycznym. Sitts był czwartą osobą skazaną na śmierć od tego czasu, ale trzem poprzednim zamieniono ją na dożywocie.
Jego egzekucja odbyła się w kwietniu 1947 w Sioux Falls. Był pierwszą osobą straconą od 1939 i, jak dotąd, ostatnią (niebawem karę śmierci zniesiono ponownie, ale przywrócono w 1979). Był też jedyną, która została zabita na krześle elektrycznym w tym stanie. Nie wiadomo jednak, czy odbyła się ona na specjalnie wybudowanym w tym celu krześle z Dakoty, czy (po tym, jak testy wykazały poważne jego wady), pożyczonym z sąsiedniej Nebraski.
Wykonanie wyroku obserwowało 41 świadków. Ostatnie słowa Sittsa były żartem wypowiedzianym z wymuszonym uśmiechem: „po raz pierwszy władze pomagają mi w ucieczce z więzienia” (ang.: This is the first time authorities helped me escape prison). Śmierć skazańca, po zaaplikowaniu czterech wstrząsów, stwierdzono o godzinie 12:15.